# Campeonato de Segunda División 1920 de la AAmF (Argentina)
El Campeonato de Segunda División 1920 fue el vigésimo segundo torneo de Segunda División y el vigésimo primer campeonato de la tercera categoría. Fue el segundo organizado por la Asociación Amateurs de Football.
Los nuevos participantes fueron los afiliados Guttemberg, Nacional y Oriente del Sud.
El torneo consagró campeón por primera vez en su historia a Oriente del Sud, tras vencer a Racing III en la final. A pesar de obtener el derecho al ascenso, no intervino en ningúna división en la siguiente temporada.
Por su parte, el torneo de la Asociación Argentina fue ganado por Dock Sud.

## Ascensos y descensos
| Ascendidos a División Intermedia 1920 |
| ------------------------------------- |
| No hubo                               |

| Descendidos de División Intermedia 1919 |
| --------------------------------------- |
| No hubo                                 |

| Afiliados       |
| --------------- |
| Guttemberg      |
| Dep. Nacional   |
| Oriente del Sud |

## Sistema de disputa
Los equipos fueron divididos en dos zonas geograficas, donde se enfrentaron bajo el sistema de todos contra todos a dos ruedas. El ganador de cada zona avanzó a la final, donde se enfrentaron a partido único, consagrando a un campeón.

## Equipos participantes
| Equipo                  | Ciudad       |
| ----------------------- | ------------ |
| Barracas Central III    | Buenos Aires |
| Estudiantes III         | Buenos Aires |
| Estudiantil Porteño III | Buenos Aires |
| Ferro Carril Oeste III  | Buenos Aires |
| Guttemberg              | La Plata     |
| Independiente III       | Avellaneda   |
| Nacional                |              |
| Oriente del Sud         |              |
| Platense III            | Buenos Aires |
| Racing III              | Avellaneda   |
| River Plate III         | Buenos Aires |
| River Plate IV          | Buenos Aires |
| San Isidro III          | San Isidro   |
| Vélez Sarsfield III     | Buenos Aires |

## Zona Norte

### Tabla de posiciones
| Pos | Equipo          | Pts | J  | G  | E | P  | GF | GC | DG |
| --- | --------------- | --- | -- | -- | - | -- | -- | -- | -- |
| 1.º | Oriente del Sud | 20  | 12 | 10 | 0 | 2  | 15 | 9  | 6  |
| 2.º | River Plate III | 20  | 12 | 9  | 1 | 2  | 12 | 8  | 4  |
| 3.º | River Plate IV  | 15  | 12 | 7  | 1 | 4  | 9  | 7  | 2  |
| 4.º | Platense III    | 13  | 12 | 6  | 1 | 5  | 5  | 8  | -3 |
| 5.º | Dep. Nacional   | 5   | 12 | 2  | 1 | 9  | 7  | 9  | -2 |
| 6.º | Estudiantes III | 5   | 12 | 1  | 3 | 8  | 2  | 7  | -5 |
| 7.º | San Isidro III  | 1   | 12 | 0  | 1 | 11 | 1  | 3  | -2 |

|  | Desempate. |

### Desempate
| Pos. | Equipo          |
| ---- | --------------- |
| 1°   | Oriente del Sur |
| 2°   | River Plate III |

|  | Clasificado a la final. |

## Zona Sur

### Tabla de posiciones
| Pos | Equipo                  | Pts | J  | G  | E | P | GF | GC | DG  |
| --- | ----------------------- | --- | -- | -- | - | - | -- | -- | --- |
| 1.º | Racing III              | 23  | 14 | 11 | 1 | 2 | 32 | 11 | 21  |
| 2.º | Estudiantil Porteño III | 20  | 14 | 9  | 2 | 3 | 14 | 10 | 4   |
| 3.º | Guttemberg              | 18  | 14 | 8  | 2 | 4 | 10 | 12 | -2  |
| 4.º | Ferro Carril Oeste III  | 17  | 14 | 8  | 1 | 5 | 18 | 13 | 5   |
| 5.º | Independiente III       | 14  | 14 | 6  | 2 | 6 | 10 | 8  | 2   |
| 6.º | Barracas Central III    | 12  | 14 | 6  | 0 | 8 | 13 | 19 | -6  |
| 7.º | Vélez Sarsfield III     | 8   | 14 | 3  | 2 | 9 | 9  | 25 | -16 |

|  | Clasificado a la final. |

## Final
|  | Oriente del Sur | vs. | Racing III |  |  |

|                                     |
|                                     |
| Campeón Oriente del Sur 1.er título |